# Edith McGuire
Edith Marie McGuire, po mężu Duvall (ur. 3 czerwca 1944 w Atlancie) – amerykańska lekkoatletka (sprinterka).
3-krotna medalistka igrzysk olimpijskich w Tokio (1964): złota w biegu na 200 metrów, srebrna na 100 metrów i w sztafecie 4 × 100 metrów.